# Zorzines basisignata
Zorzines basisignata là một loài bướm đêm trong họ Noctuidae.